# ASN.1
ASN.1(Abstract Syntax Notation One)은 크로스 플랫폼 방식으로 직렬화 및 역직렬화할 수 있는 자료 구조를 정의하기 위한 표준 IDL(인터페이스 정의 언어)이다. 이는 통신 및 컴퓨터 네트워킹, 특히 암호화에 널리 사용된다.
프로토콜 개발자는 일반적으로 ASN.1 언어로 작성된 광범위한 표준 문서의 섹션인 ASN.1 모듈에서 데이터 구조를 정의한다. 장점은 데이터 인코딩에 대한 ASN.1 설명이 특정 컴퓨터나 프로그래밍 언어와 무관하다는 것이다. ASN.1은 사람이 읽을 수 있고 기계가 읽을 수 있기 때문에 ASN.1 컴파일러는 모듈을 데이터 구조를 디코딩하거나 인코딩하는 코드 라이브러리, 코덱으로 컴파일할 수 있다. 일부 ASN.1 컴파일러는 여러 인코딩을 인코딩하거나 디코딩하는 코드를 생성할 수 있다. (예: 압축, BER 또는 XML)
ASN.1은 ITU-T 연구 그룹 17의 ITU-T와 ISO/IEC의 공동 표준으로, 원래 1984년에 CCITT X.409:1984의 일부로 정의되었다. 1988년에 ASN.1은 광범위한 적용 가능성으로 인해 자체 표준인 X.208로 이동했다. 실질적으로 개정된 1995년 버전은 X.680 시리즈에 포함된다. X.680 권장 사항 시리즈의 최신 개정판은 2021년에 게시된 6.0 버전이다.

## 같이 보기
- 표현 계층